# Apoderus erythropterus
Apoderus erythropterus ist ein Käfer aus der Familie der Blattroller (Attelabidae), die zu den Rüsselkäfern (im weiteren Sinn) (Überfamilie Curculionoidea) gehören. Gelegentlich wird für ihn der deutsche Name Roter Sumpf-Blattroller verwendet, der aber kaum verbreitet ist. Ein oft verwendetes Synonym ist Compsapoderus erythropterus.

## Merkmale
Der Käfer erreicht etwa vier bis fünf Millimeter Körperlänge. Er ist schwarz mit leuchtend rot gefärbten Flügeldecken (Elytren). Die Körperoberfläche ist glatt und glänzend und unbehaart. Vom viel häufigeren, verwandten Haselblattroller (Apoderus coryli) unterscheidet er sich durch die Skulptur der Flügeldecken. Diese sind glatter (nicht gerunzelt), besitzen feinere Reihenpunkte und im vierten Zwischenraum der Punktreihen keine zusätzlichen Punkte. Der Kopf trägt vorn einen kurzen Rüssel (anatomisch: Rostrum), der bei dieser Art nicht länger als seine Breite ist. Auffallend ist aber die lange, backenartige Verlängerung der Schläfen hinter den Augen und der dadurch lang halsartig abgesetzte Kopf, die typisch für die Arten der Unterfamilie Apoderinae ist. Der Halsschild ist glockenförmig nach hinten erweitert, er trägt am Vorder- und Hinterende einen abgeschnürten Ring und in der Mitte eine Längsrinne. Die Flügeldecken sind etwa rechteckig mit deutlichen Vorderecken (Schultern) und viel breiter als der Halsschild. Die Schienen (Tibien) der Beine tragen beim Männchen einen, beim Weibchen zwei rotbraune, nach innen vorstehende Haken an der Spitze.
Aus dem östlichen Teil ihres Verbreitungsgebiets sind verschiedene abweichende Farbmorphen der Art beschrieben worden, z. B. die schwarz gefärbte forma atricolor.

## Lebensweise
Die Art entwickelt sich an krautigen Rosengewächsen. Als Nahrungspflanzen werden angegeben: Sumpf-Blutauge, Großer Wiesenknopf, Echtes Mädesüß. Daneben gibt es Angaben über erfolgreiche Aufzucht mit weiteren Arten wie z. B. Blutweiderich. Angaben auch auf Holzgewächsen wie Hasel und Eichenarten sind unsicher und beruhen möglicherweise auf migrierenden Tieren oder Verwechslungen. Apoderus erythropterus lebt ausschließlich in Mooren und Sumpfgebieten oder am Ufer von Gewässern.
Die Larve der Art entwickelt sich, wie typisch für die Blattroller, in einem Blattwickel. Das Weibchen schneidet dazu die Blattspreite der Nährpflanze von beiden Seiten her bis zur Mittelrippe ein. Anschließend rollt es den vorderen, nun verwelkenden Teil der Blattspreite zu einer Rolle ein und legt daran anschließend ein Ei ab. Die Larve entwickelt sich in dem Blattwickel. Sie kriecht im Spätsommer aus dem Wickel heraus, lässt sich zu Boden fallen und verpuppt sich hier in einer selbst gegrabenen Puppenkammer. Die Käfer bilden eine Generation, möglicherweise auch zwei Generationen pro Jahr. Adulte Tiere sind in einem langen Zeitraum von April bis September beobachtet worden.

## Verbreitung
Die Art besitzt ein ausgedehntes Verbreitungsgebiet von Europa über Sibirien bis nach Ostasien, sie kommt auch in Japan vor. In Europa ist sie überall selten und in großen Teilen ihres Verbreitungsgebiets vom Aussterben bedroht oder sogar schon ausgestorben. In Deutschland gilt sie als ausgestorben. Aus Ostdeutschland liegen ausschließlich Funde aus dem 19. Jahrhundert vor. Der letzte Nachweis stammt aus Schleswig-Holstein (1950). Aktuelle europäische Funde liegen z. B. noch aus Polen vor.

## Gefährdung
Die Art gilt in Deutschland als ausgestorben.